# اکسل نورلین
اکسل نورلین (انگلیسی: Axel Norling؛ ۱۶ آوریل ۱۸۸۴ – ۷ مه ۱۹۶۴) ژیمناست و ورزشکار طناب‌کشی اهل سوئد بود.
وی در مسابقات کشوری و بین‌المللی در مجموع برندهٔ ۲ مدال طلا، ۱ مدال برنز شده‌است.